# Curling-Europameisterschaft 1984
Die Curling-Europameisterschaft 1984 der Männer und Frauen fand vom 9. bis 14. Dezember in Morzine in Frankreich statt.

## Turnier der Männer

### Teilnehmer
Gruppe A
| BR Deutschland                                                                         | England                                                                         | Frankreich                                                                                | Italien                                                                                |
| -------------------------------------------------------------------------------------- | ------------------------------------------------------------------------------- | ----------------------------------------------------------------------------------------- | -------------------------------------------------------------------------------------- |
| Skip: Keith Wendorf Third: Andreas Sailer Second: Sven Saile Lead: Uwe Saile           | Skip: Ronnie Brock Third: John Brown Second: Ian Coutts Lead: Bob Brown         | Skip: Maurice Mercier Third: Thierry Mercier Second: Jacques Jullien Lead: Emile Pomi     | Skip: Andrea Pavani Third: Franco Sovilla Second: Gian Carlo Valt Lead: Stefano Morona |
| Österreich                                                                             | Schweden                                                                        | Schweiz                                                                                   |                                                                                        |
| Skip: Pepi Gasteiger Third: Günther Mochny Second: Werner Jesacher Lead: Thomas Novack | Skip: Per Carlsén Third: Jan Strandlund Second: Tommy Olin Lead: Olle Håkansson | Skip: Peter Attinger Third: Bernhard Attinger Second: Werner Attinger Lead: Kurt Attinger |                                                                                        |

Gruppe B
| Dänemark                                                                          | Finnland                                                                                                  | Luxemburg                                                                                | Niederlande                                                                             |
| --------------------------------------------------------------------------------- | --- | ---------------------------------------------------------------------------------------- | --------------------------------------------------------------------------------------- |
| Skip: Frants Gufler Third: Hans Gufler Second: Michael Sindt Lead: Steen Hansen   | Skip: Kari Ryokas Third: Tapio Juntunen Second: Harri Lehtonen Lead: Klaus Jussila Ersatz: Seppo Tomminen | Skip: Georges Schweich Third: Bill Bannerman Second: Nico Schweich Lead: Denis Boulianne | Skip: Wim Neeleman Third: Robert v.d. Cammen Second: Gérard Verbeek Lead: Jeroen Tilman |
| Norwegen                                                                          | Schottland                                                                                                | Wales                                                                                    |                                                                                         |
| Skip: Kristian Sørum Third: Morten Søgård Second: Dagfinn Loen Lead: Morten Skaug | Skip: Peter Wilson Third: Norman Brown Second: Hugh Aitken Lead: Roger McIntyre                           | Skip: John Hunt Third: John Stone Second: Scott Lyon Lead: Ray King                      |                                                                                         |

### Gruppenphase

#### Gruppe A
| Draw | Begegnung                   | Resultat | Begegnung                | Resultat | Begegnung                   | Resultat |
| ---- | --------------------------- | -------- | ------------------------ | -------- | --------------------------- | -------- |
| 1    | Italien – Österreich        | 16-2     | Schweiz – BR Deutschland | 11-7     | England – Frankreich        | 9-8      |
| 2    | BR Deutschland – Schweden   | 9-2      | England – Italien        | 9-5      | Schweiz – Frankreich        | 14-4     |
| 3    | BR Deutschland – Frankreich | 9-2      | Schweiz – Österreich     | 9-4      | Schweden – Italien          | 8-4      |
| 4    | Schweden – Schweiz          | 8-2      | Frankreich – Österreich  | 5-3      | BR Deutschland – England    | 10-5     |
| 5    | England – Schweiz           | 10-9     | BR Deutschland – Italien | 7-6      | Schweden – Österreich       | 7-5      |
| 6    | Österreich – England        | 9-5      | Schweden – Frankreich    | 6-5      | Schweiz – Italien           | 11-6     |
| 7    | Italien – Frankreich        | 6-1      | England – Schweden       | 6-5      | BR Deutschland – Österreich | 7-5      |

| Platz | Team           | Spiele | Siege | Ndlg. |
| ----- | -------------- | ------ | ----- | ----- |
| 1.    | BR Deutschland | 6      | 5     | 1     |
| 2.    | Schweiz        | 6      | 4     | 2     |
| 3.    | England        | 6      | 4     | 2     |
| 4.    | Schweden       | 6      | 4     | 2     |
| 5.    | Italien        | 6      | 2     | 4     |
| 6.    | Frankreich     | 6      | 1     | 5     |
| 7.    | Österreich     | 6      | 1     | 5     |

### Tie Break
| Draw | Begegnung          | Resultat |
| ---- | ------------------ | -------- |
| 1    | Schweiz – Schweden | 8-3      |
| 2    | Schweiz – England  | 10-2     |

#### Gruppe B
| Draw | Begegnung              | Resultat | Begegnung                | Resultat | Begegnung               | Resultat |
| ---- | ---------------------- | -------- | ------------------------ | -------- | ----------------------- | -------- |
| 1    | Wales – Finnland       | 6-5      | Norwegen – Dänemark      | 8-2      | Niederlande – Luxemburg | 5-4      |
| 2    | Schottland – Dänemark  | 11-9     | Finnland – Luxemburg     | 8-6      | Norwegen – Niederlande  | 11-5     |
| 3    | Dänemark – Niederlande | 10-3     | Norwegen – Wales         | 14-3     | Schottland – Finnland   | 9-2      |
| 4    | Norwegen – Schottland  | 5-4      | Niederlande – Wales      | 13-4     | Dänemark – Luxemburg    | 9-3      |
| 5    | Norwegen – Luxemburg   | 14-6     | Dänemark – Finnland      | 8-4      | Schottland – Wales      | 8-2      |
| 6    | Luxemburg – Wales      | 8-7      | Schottland – Niederlande | 6-3      | Norwegen – Finnland     | 9-4      |
| 7    | Finnland – Niederlande | 12-6     | Schottland – Luxemburg   | 9-4      | Dänemark – Wales        | 10-0     |

| Platz | Team        | Spiele | Siege | Ndlg. |
| ----- | ----------- | ------ | ----- | ----- |
| 1.    | Norwegen    | 6      | 6     | 0     |
| 2.    | Schottland  | 6      | 5     | 1     |
| 3.    | Dänemark    | 6      | 4     | 2     |
| 4.    | Finnland    | 6      | 2     | 4     |
| 5.    | Niederlande | 6      | 2     | 4     |
| 6.    | Luxemburg   | 6      | 1     | 5     |
| 7.    | Wales       | 6      | 1     | 5     |

### Platzierungsrunde
| Spiel             | Begegnung              | Resultat |
| ----------------- | ---------------------- | -------- |
| Spiel um Platz 13 | Wales – Österreich     | 7-2      |
| Spiel um Platz 11 | Frankreich – Luxemburg | 7-5      |
| Spiel um Platz 9  | Italien – Niederlande  | 11-3     |
| Spiel um Platz 7  | Schweden – Finnland    | 7-4      |
| Spiel um Platz 5  | England – Dänemark     | 9-7      |

### Play-off
|  | Halbfinale | Halbfinale     | Halbfinale |    |            | Finale                      | Finale                      | Finale                      |
|  |            |                |            |    |            |                             |                             |                             |
|  |            |                |            |    |            |                             |                             |                             |
|  | 1A         | BR Deutschland | 3          |    |            |                             |                             |                             |
|  | 2B         | Schottland     | 6          |    |            |                             |                             |                             |
|  |            |                |            | 2B | Schottland | 3                           |                             |                             |
|  |            |                |            |    | 2A         | Schweiz                     | 10                          |                             |
|  | 1B         | Norwegen       | 5          |    |            |                             |                             |                             |
|  | 2A         | Schweiz        | 7          |    |            | Spiel um die Bronzemedaille | Spiel um die Bronzemedaille | Spiel um die Bronzemedaille |
|  |            |                |            |    |            | 1A                          | BR Deutschland              | 8                           |
|  | 1B         | Norwegen       | 9          |    |            |                             |                             |                             |
|  |            |                |            |    |            |                             |                             |                             |

### Endstand
| Platz | Land           |
| ----- | -------------- |
| 1     | Schweiz        |
| 2     | Schottland     |
| 3     | Norwegen       |
| 4     | BR Deutschland |
| 5     | England        |
| 6     | Dänemark       |
| 7     | Schweden       |
| 8     | Finnland       |
| 9     | Italien        |
| 10    | Niederlande    |
| 11    | Frankreich     |
| 12    | Luxemburg      |
| 13    | Wales          |
| 14    | Österreich     |

## Turnier der Frauen

### Teilnehmer
Gruppe A
| Dänemark                                                                                    | England                                                                               | Finnland                                                                             | Italien                                                                                 |
| ------------------------------------------------------------------------------------------- | ------------------------------------------------------------------------------------- | ------------------------------------------------------------------------------------ | --------------------------------------------------------------------------------------- |
| Skip: Helena Blach Third: Jette Olsen Second: Malene Krause Lead: Lone Kristoffersen        | Skip: Gwen French Third: Jean Picken Second: Mary-Lou Finlay Lead: Doris Vickers      | Skip: Pirkko Haataja Third: Salme Palm Second: Leena Räsänen Lead: Maija Pekaristo   | Skip: Maria G. Costantini Third: Thea Valt Second: Nella Alvera Lead: Angela Costantini |
| Niederlande                                                                                 | Schweden                                                                              | Schottland                                                                           |                                                                                         |
| Skip: Laura van Imhoff Third: Gerrie Veening Second: Hanneke Veening Lead: Jenny Bovenschen | Skip: Anette Norberg Third: Sofie Marmont Second: Anna Rindeskog Lead: Louise Marmont | Skip: Betty Eddie Third: Kathleen Clark Second: Liz MacLaren Lead: Rose-Mary Griffin |                                                                                         |

Gruppe B
| BR Deutschland                                                                         | Frankreich                                                                                      | Luxemburg                                                                                    | Norwegen                                                                               |
| -------------------------------------------------------------------------------------- | ----------------------------------------------------------------------------------------------- | -------------------------------------------------------------------------------------------- | -------------------------------------------------------------------------------------- |
| Skip: Almut Hege Third: Joséfine Einsle Second: Susanne Koch Lead: Petra Tschetsch     | Skip: Huguette Jullien Third: Andrée Dupont-Roc Second: Paulette Sulpice Lead: Monique Tournier | Skip: Cilly Schweich Third: Madeleine v.d. Houten Second: Pat Bannerman Lead: Marie Garritze | Skip: Anne Jøtun Bakke Third: Hilde Jøtun Second: Rikke Ramsfjell Lead: Bille Skjerpen |
| Österreich                                                                             | Schweiz                                                                                         | Wales                                                                                        |                                                                                        |
| Skip: Traudl Koudelka Third: Christl Nagele Second: Ingrid Marker Lead: Veronika Holzl | Skip: Iréne Bürgi Third: Isabelle Köpfli Second: Evi Attinger Lead: Birgitte Kienast            | Skip: Elizabeth Hunt Third: Helen Lyon Second: Anne Stone Lead: Anne Stone                   |                                                                                        |

### Gruppenphase

#### Gruppe A
| Draw | Begegnung                | Resultat | Begegnung              | Resultat | Begegnung              | Resultat |
| ---- | ------------------------ | -------- | ---------------------- | -------- | ---------------------- | -------- |
| 1    | Italien – England        | 10-1     | Schweden – Niederlande | 10-3     | Dänemark – Finnland    | 11-3     |
| 2    | Niederlande – Schottland | 9-8      | Italien – Finnland     | 10-7     | Schweden – Dänemark    | 11-6     |
| 3    | Dänemark – Niederlande   | 11-7     | Schweden – England     | 15-4     | Italien – Schottland   | 8-7      |
| 4    | Schweden – Schottland    | 6-5      | Dänemark – England     | 13-4     | Niederlande – Finnland | 8-5      |
| 5    | Schweden – Finnland      | 19-2     | Italien – Niederlande  | 7-2      | Schottland – England   | 10-5     |
| 6    | England – Finnland       | 8-6      | Dänemark – Schottland  | 8-6      | Schweden – Italien     | 8-2      |
| 7    | Italien – Dänemark       | 7-6      | Schottland – Finnland  | 10-0     | England – Niederlande  | 12-3     |

| Platz | Team        | Spiele | Siege | Ndlg. |
| ----- | ----------- | ------ | ----- | ----- |
| 1.    | Schweden    | 6      | 6     | 0     |
| 2.    | Italien     | 6      | 5     | 1     |
| 3.    | Dänemark    | 6      | 4     | 2     |
| 4.    | England     | 6      | 2     | 4     |
| 5.    | Schottland  | 6      | 2     | 4     |
| 6.    | Niederlande | 6      | 2     | 4     |
| 7.    | Finnland    | 6      | 0     | 6     |

#### Gruppe B
| Draw | Begegnung                   | Resultat | Begegnung                  | Resultat | Begegnung                   | Resultat |
| ---- | --------------------------- | -------- | -------------------------- | -------- | --------------------------- | -------- |
| 1    | Wales – Luxemburg           | 7-6      | Frankreich – Norwegen      | 10-9     | BR Deutschland – Österreich | 10-3     |
| 2    | Schweiz – Frankreich        | 10-5     | Österreich – Wales         | 8-3      | BR Deutschland – Norwegen   | 10-4     |
| 3    | BR Deutschland – Frankreich | 14-7     | Norwegen – Luxemburg       | 10-8     | Schweiz – Wales             | 12-4     |
| 4    | Schweiz – Norwegen          | 10-3     | BR Deutschland – Luxemburg | 12-5     | Frankreich – Österreich     | 9-8      |
| 5    | Österreich – Norwegen       | 9-5      | Frankreich – Wales         | 10-4     | Schweiz – Luxemburg         | 9-3      |
| 6    | Österreich – Luxemburg      | 9-6      | BR Deutschland – Schweiz   | 10-4     | Norwegen – Wales            | 12-3     |
| 7    | BR Deutschland – Wales      | 10-3     | Schweiz – Österreich       | 14-3     | Frankreich – Luxemburg      | 7-6      |

| Platz | Team           | Spiele | Siege | Ndlg. |
| ----- | -------------- | ------ | ----- | ----- |
| 1.    | BR Deutschland | 6      | 6     | 0     |
| 2.    | Schweiz        | 6      | 5     | 1     |
| 3.    | Frankreich     | 6      | 4     | 2     |
| 4.    | Österreich     | 6      | 3     | 3     |
| 5.    | Norwegen       | 6      | 2     | 4     |
| 6.    | Wales          | 6      | 1     | 5     |
| 7.    | Luxemburg      | 6      | 0     | 6     |

### Platzierungsrunde
| Spiel             | Begegnung             | Resultat |
| ----------------- | --------------------- | -------- |
| Spiel um Platz 13 | Luxemburg – Finnland  | 8-1      |
| Spiel um Platz 11 | Wales – Niederlande   | 13-8     |
| Spiel um Platz 9  | Norwegen – Schottland | 11-5     |
| Spiel um Platz 7  | Österreich – England  | 10-8     |
| Spiel um Platz 5  | Dänemark – Frankreich | 12-5     |

### Play-off
|  | Halbfinale | Halbfinale     | Halbfinale |    |          | Finale                      | Finale                      | Finale                      |
|  |            |                |            |    |          |                             |                             |                             |
|  |            |                |            |    |          |                             |                             |                             |
|  | 1A         | Schweden       | 8          |    |          |                             |                             |                             |
|  | 2B         | Schweiz        | 7          |    |          |                             |                             |                             |
|  |            |                |            | 1A | Schweden | 2                           |                             |                             |
|  |            |                |            |    | 1B       | BR Deutschland              | 8                           |                             |
|  | 1B         | BR Deutschland | 10         |    |          |                             |                             |                             |
|  | 2A         | Italien        | 3          |    |          | Spiel um die Bronzemedaille | Spiel um die Bronzemedaille | Spiel um die Bronzemedaille |
|  |            |                |            |    |          | 2A                          | Italien                     | 6                           |
|  | 2B         | Schweiz        | 8          |    |          |                             |                             |                             |
|  |            |                |            |    |          |                             |                             |                             |

### Endstand
| Platz | Land           |
| ----- | -------------- |
| 1     | BR Deutschland |
| 2     | Schweden       |
| 3     | Schweiz        |
| 4     | Italien        |
| 5     | Dänemark       |
| 6     | Frankreich     |
| 7     | Österreich     |
| 8     | England        |
| 9     | Norwegen       |
| 10    | Schottland     |
| 11    | Wales          |
| 12    | Niederlande    |
| 13    | Luxemburg      |
| 14    | Finnland       |